# Руайян, Жильбер де Латремуй
Жильбер де Латремуй (фр. Gilbert de La Trémoille; ум. 25 июля 1603, Апремон), маркиз де Руайян — французский аристократ.

## Биография
Сын Жоржа де Латремуя, барона де Руайяна и д'Олонна, и Мадлен де Люксембург.
Маркиз де Руайян, граф д'Олонн, государственный советник от дворянства шпаги, сенешаль Пуату, капитан первой роты ста дворян дома короля (10.05.1594), после отставки сеньора де Шавиньи, в 1598 году получил золотой камергерский ключ.
Верно служил в гражданских войнах Генриху III и Генриху IV, при последнем достиг значительного влияния. В 1592 году король возвел в ранг маркизата баронию Руайян, а в январе 1600 сделал графством землю Олонн.
1 апреля 1587 набрал пехотный полк, распущенный по окончании кампании 1588 года.
Жильбер де Латремуй указан в качестве рыцаря ордена Святого Михаила в акте от 22 мая 1593, а 5 января 1597 он был пожалован в рыцари орденов короля. 8 сентября 1594 король пожаловал ему тысячу экю и 23 июля 1601 положил пенсион в две тысячи.
По словам Пуллена де Сен-Фуа, современники упоминают о пяти или шести поступках маркиза, свидетельствующих о весьма своеобразном тщеславии. Утверждали, что он любил время от времени появляться в Лувре в самой дрянной одежде, чтобы на удивленные вопросы: «Что это за оборванец, с которым встречается король?» услышать ответ: «Это Латремуй».
Когда супруга, подозревавшая Жильбера в том, что он обрюхатил жену своего интенданта, стала его упрекать, маркиз ответил: «Мадам, этот ребенок хоть и от меня, будет все равно от ее мужа, или вы допускаете, что я рискну сделать Латремуя-буржуа?»
7 октября 1589 в Туре был назначен генерал-лейтенантом командующего Туреньской армией.
После отвоевания у сторонников Католической лиги нескольких крепостей в Турени и Пуату маркиз осадил замок Монришар, где столкнулся с серьезным сопротивлением. Крепость была взята тодько после четвертого штурма, Латремуй сам бился в рукопашной в стенном проломе и своим примером ободрял солдат, начавших колебаться. На следующий день его знаменосец Мезьер, бросивший маркизу несколько оскорбительных упреков, заявил, что будучи дворянином, должен подать в отставку. «Я вас услышал», — ответил Латремуй, после чего между ними состоялся поединок. Мезьер, пронзенный двумя ударами шпаги, воскликнул перед смертью: «Ах, моя женушка!» Латремуй услышал и это, и так как у покойного осталась жена с двумя маленькими детьми и совершенно без денег, послал ей 10 000 экю с припиской, что обнаружил эту сумму в вещах ее мужа.

## Семья
Жена (12.09.1592, Шартр): Анн Юро (ум. 16.04.1635), дочь Филиппа Юро, графа де Шеверни, канцлера Франции, и Анн де Ту; вторым браком 7 января 1612 в замке Апремон вышла за Шарля де Ростена, графа де Бюри, сына Тристана де Ростена
Дети:
- Филипп (1596—8.08.1670), маркиз де Руайян. Жена 1) (1622): Мадлен Шампрон (ум. 11.1644), дочь Мишеля Шампрона, сеньора де Анша; 2) (11.06.1647): Жюдит Мартен (ум. 03.1674), дочь Амбруаза Мартена
- Жильбер (1599—1619), аббат де Шамбон
- Катрин (1600—7.04.1650), коадъютриса, затем аббатиса Сен-Круа-де-Пуату
- Жорж (1601—1623), мальтийский рыцарь
- Мари-Маргерит (ум. 1657), аббатиса Ле-Лиса (1628), затем Жуара (1638)